# ويزلي مورغان
ويزلي مورغان هو عارض وممثل كندي، ولد في 5 أكتوبر 1990 في كندا.

## وصلات خارجية
- ويزلي مورغان على موقع IMDb (الإنجليزية)
- ويزلي مورغان على موقع ألو سيني (الفرنسية)
- ويزلي مورغان على موقع أول موفي (الإنجليزية)
- ويزلي مورغان على موقع قاعدة بيانات الفيلم (الإنجليزية)
- ويزلي مورغان على موقع كينوبويسك (الروسية)